# Fred Funcken
Pour les articles homonymes, voir Funcken.
Fred Funcken, né le 5 octobre 1921 à Verviers (province de Liège) et mort le 16 mai 2013 à Bruxelles, est un auteur de bande dessinée réaliste, uniformologue et illustrateur belge.
Il collabore dans les années 1950 au journal Spirou puis à Tintin. Il puise son inspiration dans l'histoire et crée de nombreuses séries d'aventures dans un style réaliste. Il travaille toujours en collaboration étroite avec son épouse Liliane Funcken, également dessinatrice et scénariste, avec laquelle il forme un couple indissociable. Dans les années 1960, ils entreprennent tous deux la publication d'une série d'ouvrages consacrés à l'uniformologie.
Il est inhumé dans le nouveau cimetière de Berchem-Sainte-Agathe.

## Biographie

### Jeunesse
Fred Funcken naît le 5 octobre 1921 à Verviers. Il fait preuve d’un talent inné pour le dessin dès l’école maternelle. Il caresse le rêve de devenir musicien. Il entre au Conservatoire et en sort avec un second prix de violoncelle. À l'âge de 13 ans, il réalise une série de chromos pour une marque de chocolat belge.

### Les débuts
Fred Funcken publie son premier dessin commercial dans un journal local. Il signe sa première publication dans Spirou en 1940 en illustrant le roman Crime de Bolle Winter de Dupin. La même année, il illustre la rubrique Le Fureteur vous dira écrite par Jean Doisy à six reprises ainsi que l'illustration de deux nouvelles. En 1941, les contingences de la guerre le poussent à dessiner afin de gagner sa vie. Il rejoint le studio de Guy Depierre dans l'année suivante et dessine sa première bande dessinée. Il publie dans Aventures illustrées (futur Bimbo), où il travaille jusqu’en février 1943, époque de son enrôlement forcé au S.T.O.. Il revient en Belgique en 1944 et reprend Tommy Tuller. Il publie également dans Jeep (Gogo Laroulette) et Blondine (Les Aventures héroïques de Geneviève). Sa bande dessinée Le Cimetière des Baleines est publiée par Campéador en 1947. Il est également engagé par la filiale belge de Havas comme mannequin et publiciste et réalise des adaptations humoristiques des histoires de Croc Blanc de Jack London et La Guerre du Feu de J.-H. Rosny aîné pour L'Explorateur, édité par le Baron Louis Empain. Il est lésé financièrement par son gérant, mésaventure qui lui permet néanmoins de rencontrer Maurice Tillieux. En 1947, il est convoqué par Georges Troisfontaines à la suite de l'envoi d'une planche mais essuie de vertes critiques de Jijé, ce qui l'anéantit.
De 1947 à 1954, il est régulièrement présent dans Héroïc-Albums. Il collabore également avec Marcel Moniquet et Fernand Cheneval sur Akkor, Roi de la Planète et Robin Moderne. Pour ses premiers travaux, il utilise une grande variété de pseudonymes à consonance américaine Fred Gu, Fred Dye, Dick John's, Ranch, Mac Bones, Léo Lyon et Hector Hugo.
Dégoûté de la bande dessinée, il travaille à l’Innovation, célèbre grand magasin belge, il y rencontre Liliane qui exerce la fonction de directrice des ventes. C’est à elle qu'il doit d’avoir repris la bande dessinée. En 1952, elle le traîne littéralement à la World Press où Jean-Michel Charlier, connaissant parfaitement l’indigne traitement qu'il a subi, lui donne aussitôt une série d'Oncle Paul à réaliser. Ses productions lui permettent d'attirer l’attention d’Hergé, qui le fait mettre sous contrat chez Tintin.

### Journal Tintin
En 1952, il fait son entrée dans Tintin avec l'illustration de nouvelles et dans un genre humoristique Luc et Laplume, il faudra attendre 1953 pour qu'il illustre de courts récits historiques dans un style réaliste.
Funcken revient à Spirou en 1953 en dessinant Les Belles Histoires de l'Oncle Paul sur des scénarios d'Octave Joly. C’est le début d’un âge d’or pour Liliane et Fred Funcken, où le couple va pouvoir mettre leur passion commune de l’Histoire au service du journal Tintin. Pendant que Liliane scénarise de Belles Histoires de l’Oncle Paul pour la World Press, Fred réalise de courtes Histoires authentiques pour le Journal de Tintin. Jacques Martin, l’auteur de la série Alix, dira que le journal Tintin devait être rebaptisé en journal des Funcken. Chaque fois qu’il y a un trou à boucher, qu’un dessinateur tombe malade, on fait appel à eux sous prétexte invoqué par l’éditeur qu'ils sont deux. Ils assument ainsi le service dépannage du journal, ce qui les met, à chaque fois, en retard sur leurs propres réalisations. Parmi les « dépannages » les plus célèbres, on compte la participation de Liliane et Fred Funcken dans la séquence historique du Piège diabolique de Blake et Mortimer d’Edgar P. Jacobs (1960). En 1953, les aventures médiévales du Chevalier blanc vont bouleverser leur destin. Fred, tenu au lit par une grippe, ne peut terminer l’encrage d’une planche et, bien que n’ayant jamais dessiné, Liliane s’y attelle avec un excellent résultat. Ils décident, dès lors, de travailler ensemble et deviennent ainsi le premier vrai couple d’auteurs de la bande dessinée franco-belge. Outre le mythique Chevalier Blanc, série fort bien documentée (1953-1994), ils sont les auteurs d’autres séries à succès publiées dans le journal Tintin , telles que Harald le Viking (1956-1967), Jack Diamond (1959-1960), Lieutenant Burton (1962-1967), Capitan (1963-1971) , Doc Silver (1967-1969), La Croisade des Saint-Preux (1985), et publiées en albums au Lombard. Les Funcken se sont emparés avec une déconcertante facilité de tous les genres historiques, qu'il s'agisse du western, du médiéval, de l'époque viking ou du récit de cape et d’épée.

### Chez Casterman
À la suite de quoi, le couple s’éloigne pendant douze années du monde de la bande dessinée pour celui de l’illustration en uniformologie, avant d’y revenir en 1983 avec La Croix et le croissant. « On devait faire seulement deux albums qui retraçaient l’histoire des uniformes et armes de Égypte ancienne à nos jours. Mais à la suite du succès, on nous a demandé d’enchaîner. Avec les éditions anglaises et allemandes, nous avons dépassé les deux millions d’exemplaires vendus. Nous avons donc réalisé 17 albums de 74 pages des Uniformes et Armes en 17 ans. Sachant que nous prenions un an pour écrire les textes et les illustrer, il nous est devenu difficile de continuer en parallèle la BD et toutes nos séries… ». Puis, en 1984, ils reprennent Le Chevalier blanc en publiant dans Tintin jusqu'en 1987, des récits réunis en deux albums sur des scénarios de Didier Convard (Hélyode, 1994). En 1993 et 1994, ils réalisent pour La Dernière Heure deux bandes dessinées historiques sur Napoléon, La Chute de l'Aigle, sur la bataille de Waterloo et Le Sultan de feu. Les deux albums seront réunis dans une intégrale augmentée de 15 récits au Lombard en 2015.
Patrick Gaumer et Claude Moliterni décrivent Fred Funcken comme un auteur prolifique au graphisme précis et rigoureux dont les séries figurent parmi les principaux classiques de la bande dessinée franco-belge.

### Décès
Fred Funcken meurt le 16 mai 2013 à Bruxelles, à l'âge de 91 ans, il était l’aîné des auteurs belges du neuvième art. Il est enterré au nouveau cimetière de Berchem-Sainte-Agathe.

## Œuvres

### Bandes dessinées

#### Séries
- Capitan
- Doc Silver
- Les Belles Histoires de l'oncle Paul (10 tomes)

##### SérieNapoléon
- 1. Waterloo[22], Mémoire d'Europe, juillet 1993
Scénario, dessin et couleurs : Liliane et Fred Funcken -  (ISBN 2-84077-004-0)
- 2. Waterloo, Mémoire d'Europe, novembre 1994
Scénario, dessin et couleurs : Liliane et Fred Funcken -  (ISBN 2-84150-003-9)
- Int. Napoléon[23], Le Lombard, Bruxelles, 28 mai 2015
Scénario, dessin et couleurs : Liliane et Fred Funcken -  (ISBN 978-2-8036-3539-9)

#### One shots
- Le Cimetière des Baleines[27], Éditions Campéador, 1947
Scénario et dessin : Fred Funcken - Couleurs : quadrichromieRéédition chez Hibou en novembre 2006 (ISBN 978-2-87453-087-6)
- Le Croissant et la croix[28] - Les Croisades des Saint-Preux, Le Lombard, coll. « Histoires de l'histoire », Bruxelles, septembre 1985
Scénario : Yves Duval - Dessin et couleurs : Liliane et Fred Funcken -  (ISBN 2-8036-0500-7)
- Flamberge au vent[29],[30], Hibou, Bruxelles, novembre 2008
Scénario : Yves Duval - Dessin : Liliane et Fred Funcken - Couleurs : Noir et blanc -  (ISBN 2-87453-024-7),Format à l'italienne, tirage limité à 1000 ex..
- Luc et Laplume[31] - Le Trône de Gilgit, Hibou, 13 février 2014
Scénario et dessin : Fred Funcken - Couleurs : Noir et blanc -  (ISBN 978-2-87453-069-2),Tirage limité à 400 ex..
- Terres interdites[32], Hibou, 10 octobre 2019
Scénario et dessin : Funcken - Couleurs : Noir et blanc -  (ISBN 978-2-87453-114-9),Tirage limité à 300 ex..

#### Collectifs
- INT2. La B.D. chante Brel - Ces gens-là + J'arrive, Brain Factory, septembre 1988
Scénario : collectif - Dessin : collectif dont Liliane et Fred Funcken - Couleurs : quadrichromie -  (ISBN 1-870858-06-9),Contribution : Les Singes (4 planches).

### Textes illustrés
- L'Histoire du monde[33] (dessins de Liliane Funcken et Fred Funcken sur le texte de Jean Schoonjans) publié dans le Journal de Tintin[34] de 1955 à 1962[3].

1. 1958 : Des Égyptiens à Diogène, album de 165 chromos offert par le timbre Tintin
2. 1960 : De la naissance de Rome à Alexandre Sévère, album de 165 chromos offert par le timbre Tintin
3. s.d. : Le Haut Moyen Âge (476 à 1453), album de 165 chromos offert par le timbre Tintin

- collectif dont Funcken, L'Espace, Le Lombard coll. « Chromos Timbre Tintin », 1964[35]

### Dessins sans texte
- Plus grande histoire du monde (dessins de Fred Funcken) publié dans le Journal de Tintin de 1974 à 1975[3],[36].

### Uniformologie
Série Le Costume et les armes
- Le Costume et les armes des soldats de tous les temps
  - Tome 1 : des pharaons à Louis XV
  - Tome 2 : de Frédéric II à nos jours

- L'Uniforme et les armes des soldats du premier Empire
  - Tome 1 : des régiments de ligne français aux troupes britanniques, prussiennes et espagnoles
  - Tome 2 : de la garde impériale aux troupes alliées, suédoises, autrichiennes et russes

- L'Uniforme et les armes des soldats de la guerre 1914-1918
  - Tome 1 : Infanterie-blindés-aviation
  - Tome 2 : Cavalerie-artillerie-génie-marine

- L'Uniforme et les Armes des soldats de la guerre 1939-1945
  - Tome 1 : France, Allemagne, Autriche, U.R.S.S., Tchécoslovaquie, Pologne, Belgique, 1933-1941 Infanterie-Cavalerie-blindés-Aviation
  - Tome 2 : Grande-Bretagne, Allemagne, France, Italie, Finlande, Norvège, Croatie, Slovaquie Bohème-Moravie, légions russes, 1939-1943. Infanterie - Cavalerie - Blindés - Aviation - Marine
  - Tome 3 : États-Unis, Japon, Chine - Évolution des grandes armées 1943-1945. France libre, Milice, volontaires en Grande-Bretagne, Pays-Bas, États balkaniques et danubiens. Parachutistes, commandos, artillerie, engins balistiques, sous-marins.

- L'Uniforme et les armes des soldats de la guerre en dentelle
  - Tome 1 : France: maison du Roi et infanterie sous Louis XV et Louis XVI, Grande-Bretagne et Prusse: infanterie (1700 à 1800).
  - Tome 2 : 1700-1800 - France, Grande-Bretagne et Prusse: Cavalerie et artillerie. Autres pays : Infanterie, cavalerie, artillerie

- Le Costume, l'armure et les armes au temps de la chevalerie
  - Tome 1 : du huitième au quinzième siècle
  - Tome 2 : Le Siècle de la renaissance

- L'Uniforme et les armes des soldats des États-Unis : Les guerres d'indépendance, de sécession, du Mexique, L'épopée du Far west.
  - Tome 1 : L'infanterie et la marine, Casterman, 1979  (ISBN 2203143215)
  - Tome 2 : La cavalerie et l'artillerie
  - t. 1 : Uniformes et armes. Soldats des États-Unis[37], Écaussinnes, Éditions Hibou, 2014  (ISBN 9782874530494),Réédition de l'ouvrage paru aux éditions Casterman en 1979, inclus texte introductif et 8 pages de BD inédites.
  - t. 2 : Uniformes et armes. Soldats des États-Unis, Écaussinnes, Hibou, 2017  (ISBN 9782874530784)

- L'Uniforme et les armes des soldats du XIXe siècle
  - Tome 1 : 1814-1850 : France, Grande-Bretagne, Allemagne. L'infanterie, la cavalerie, le génie et l'artillerie.
  - Tome 2 : 1850-1900 : France, Grande-Bretagne, Allemagne, Autriche, Russie. L'infanterie, la cavalerie, le génie et l'artillerie

- Les Soldats de la Révolution française[3], Casterman, coll. « Uniformes et armes », 1988  (ISBN 2203165030),Réédition[38] 2024, Éditions Hibou, 8 pages inédites : L'Histoire du Monde paru dans Tintin courant des années 1960, texte de J. Schoonjans.  (ISBN 2874530972).

### Illustrations
- Le Secret de l'oiseau de feu, César Santelli (texte), roman, Casterman, coll. « Le Rameau vert », Tournai, 1960 (OCLC 460279227)
- Chasse infernale, Michel Croix (texte), roman, Casterman, coll. « Relais - Espionnage/Police », Tournai, 1963 (OCLC 1400849104)
- Le Chat et le serpent, Hoole Jackson (texte), roman, Casterman, coll. « Relais - Histoire », Tournai, 1963 (OCLC 1400336561)
- Les Pirates de la liberté, Henri Vignes (texte), roman, Casterman, coll. « Relais - Histoire », Tournai, 1964 (OCLC 1400870723)

### Collections publiques
21 œuvres de cet artiste sont conservées au Centre belge de la bande dessinée et font partie du patrimoine mobilier de la région Bruxelles-Capitale.

## Réception

### Distinction
- Chevalier de l'ordre de Léopold en décembre 1991 comme auteur ayant plus de vingt ans de carrière[40].

### Prix
- 1988 :  Crayon d'or décerné par la CANAB[41].

#### Livres
: document utilisé comme source pour la rédaction de cet article.
- Claude Moliterni, Histoire mondiale de la bande dessinée, P. Horay, 1989, 315 p., ill. ; 37 cm (ISBN 9782705801656 et 2705801650, OCLC 300909966, présentation en ligne), p. 157, 158, 159, 164, 165 lire sur Google Livres
- Henri Filippini, Dictionnaire de la bande dessinée, Paris, Bordas, 1989, 731 p., ill. ; 27 cm (ISBN 2-04-018455-4, OCLC 1244909550, BNF 35065653, présentation en ligne), p. 108, 111, 377, 622.
- Jean-Louis Lechat, Un demi-siècle d’aventures t. 2 : 1970 - 1996, Bruxelles, Le Lombard, 5 décembre 1996, 224 p., ill. ; 31 cm (ISBN 280361233X, OCLC 37995939, BNF 37539082, présentation en ligne), p. 66, 110, 166. .
- Hugues Dayez, Le Duel Tintin - Spirou, Bruxelles, Tournesol Conseils SPRL - Éditions Luc Pire, 1997, 255 p. (ISBN 2-930088-49-4, présentation en ligne)
- Patrick Gaumer et Claude Moliterni, « Funcken », dans Dictionnaire mondial de la bande dessinée, Paris, Larousse-Bordas, 1998, 880 p., ill. ; 29 cm (ISBN 978-2-0352-3520-6 et 2-0352-3520-0, OCLC 270725728), p. 320-321.
- Jean Pirotte (dir.) et Luc Courtois, Du régional à l'universel. : L'imaginaire wallon dans la bande dessinée., Louvain-la-Neuve, Fondation wallonne Pierre-Marie et Jean-François Humblet, 1999, 310 p. (ISBN 978-2-9600072-3-7 et 2960007239, OCLC 1075833932), p. 225 lire sur Google Livres
- Jacques Fiérain, « Funcken, Fred », dans La BD dans les provinces de Liège, Namur et Luxembourg, Charleroi, Éd. l'Âge d'or, 2004, 112 p., ill. ; 31 cm (ISBN 9782960019698, OCLC 470388297, présentation en ligne), p. 43.
- Patrick Gaumer, « Funcken », dans Dictionnaire mondial de la BD, Paris, Larousse, 2010, 953 p., ill. ; 27 cm (ISBN 978-2-0358-4331-9 et 2-0358-4331-6, OCLC 920924930, présentation en ligne), p. 347-348. .
- Frans Lambeau, « Funcken (Fred) », dans Dictionnaire illustré de la bande dessinée belge sous l'Occupation, Bruxelles, André Versaille, 2013, 334 p., ill. ; 21 cm (ISBN 978-2-87495-140-4 et 2874951404, OCLC 851512115, présentation en ligne), p. 124-125.
- Philippe Mellot, Michel Denni, Laurent Turpin et Isabelle Morzadec, Trésors de la bande dessinée : BDM 2021-2022 - Catalogue encyclopédique et Argus, Paris, Les Arènes, novembre 2020, 22e éd., 1700 p., ill. ; 23 cm (ISBN 9791037502582, OCLC 1240308146, présentation en ligne), p. 179, 188, 202, 253, 348, 438, 512, 522, 529, 532, 573, 671, 721, 722, 781, 971, 1114, 1372. .

#### Périodiques
- « Reward : Liliane et Fred Funcken », Tintin, Le Lombard, no 12,‎ 22 mars 1977.
- Pour une bibliographie complète, se reporter aux ouvrages "Liliane et Fred Funcken : un essai de bibliographie" tome 1 et 2 parus dans Détective Story 9 (1998) et 18 (2001)
- « Les grands illustrateurs », Rêve-en-Bulles, A.D.A.C.B.D., no 5,‎ mai 1993
- Louis Cance, « Invités L. & F. Funcken », Hop !, Aurillac, AEMEGBD, no 80,‎ 1er juillet 1998 (ISSN 0768-9357).
- Louis Cance, « Bibliographie Funcken 2e partie », Hop !, AEMEGBD, no 82,‎ 1er avril 1999.
- « Les Funcken - Série culte », dBD, no 45,‎ 1er juillet 2010, p. 84
- Patrick Weber, « Phylacthèrothèque - Les Funcken : Liliane et Fred Funcken, une injustice du neuvième art ! », dBD, no 66,‎ septembre 2012, p. 90-91
- Louis Cance, « Remember Fred Funcken », Hop !, AEMEGBD, no 138,‎ 1er juin 2013, p. 59.
- Henri Filippini, « Adieu Fred Funcken », dBD, no 75,‎ juillet-août 2013.

#### Articles
- Francis Matthys, « Redécouvrir «Le Chevalier blanc» des Funcken », La Libre Belgique,‎ 22 juin 2006 (lire en ligne, consulté le 4 septembre 2022)
- Charles-Louis Detournay, « Disparition de Fred Funcken, chantre de l’épopée historique », ActuaBD,‎ 17 mai 2013 (lire en ligne, consulté le 4 septembre 2022).
- Jean-Laurent Truc, « Le retour du Chevalier Blanc en intégrale », ligne claire,‎ 18 juin 2014 (lire en ligne, consulté le 4 septembre 2022).